# Fifty Candles
Fifty Candles è un film muto del 1921 diretto da Irvin Willat che ha come interpreti Bertram Grassby, Marjorie Daw, William A. Carroll, Edmund Burns, Ruth King.
La sceneggiatura si basa sull'omonimo romanzo di Earl Derr Biggers pubblicato a Indianapolis nel 1926.

## Trama

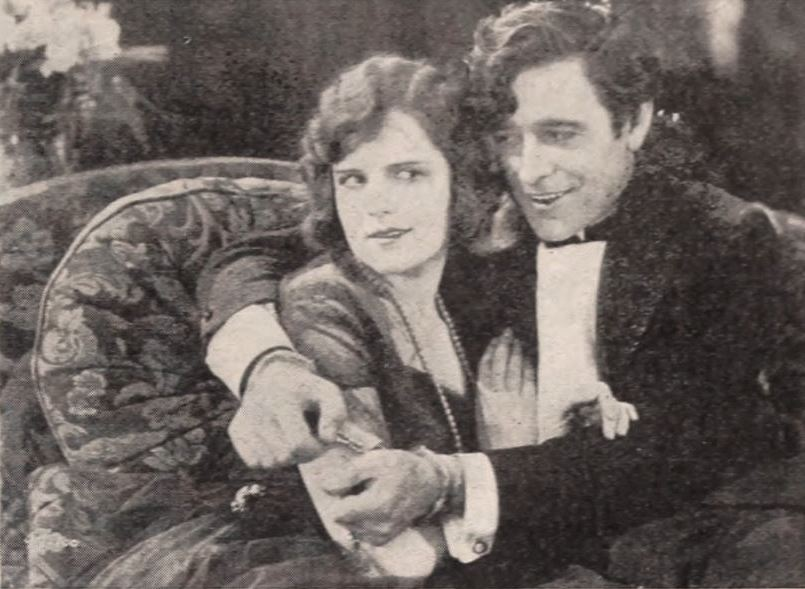
Marjorie Daw ed Edmund Burns

Alle Hawaii, condannato ad essere deportato in Cina, il filosofo Hung Chin Chung, uomo di nobili origini, trova una scappatoia per sfuggire alla morte certa che lo attende in Cina, promettendo di restare vent'anni al servizio dell'americano Henry Drew, privandosi così volontariamente della propria libertà. Il filosofo, però, non riesce a dimenticare l'umiliazione che deve subire durante quei lunghi anni né a sopportare di non potere esercitare quelle libertà che dovrebbero appartenere a ogni uomo, come quella di potersi sposare da uomo libero. Prima che per lui finisca quel lungo periodo di pena, Hung Chin Chung si imbarca con la famiglia Drew alla volta di San Francisco. A bordo, si trova anche Ralph Coolidge, innamorato di Mary, la segretaria di Drew. L'uomo cerca di far valere i diritti che vanta su una miniera d'oro che appartiene a Drew il quale, quando la nave arriva a San Francisco, viene misteriosamente ucciso. Tutti i sospetti ricadono su Coolidge, proprietario dell'arma del delitto, un curioso pugnale cinese. Ma gli eventi successivi porteranno alla confessione di Hung Chin Chung, il vero assassino.

## Produzione
Le riprese del film, prodotto dalla Irvin V. Willat Productions, cominciarono a inizio luglio 1921.

## Distribuzione
Distribuito da W.W. Hodkinson, il film uscì nelle sale cinematografiche statunitensi l'11 dicembre 1921.
Copie complete della pellicola si trovano conservate negli archivi della Library of Congress di Washington.